# 格拉尼库斯谷

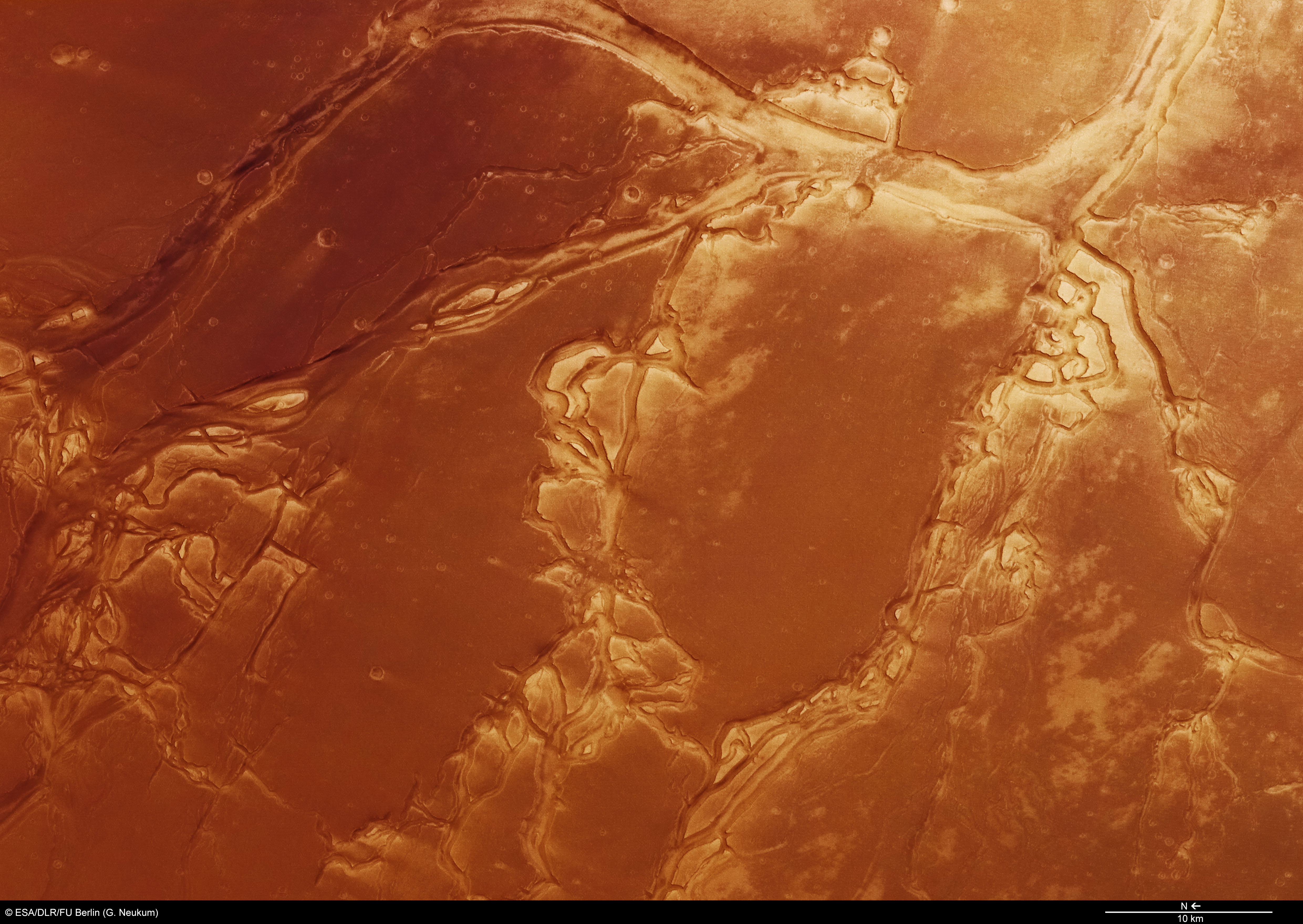
格拉尼库斯谷

格拉尼库斯谷（Granicus Valles）是火星阿蒙蒂斯区位于北纬30°和西经229°处的一处河谷流域，它们长是750公里，名称取自土耳其一条古河名，该流域被识别为是一系列的溢出河道。